# Šalovci
Šalovci (in ungherese Sall o Sal, in tedesco Schabing) è un comune di 1 718 abitanti della Slovenia nord-orientale. È il comune più settentrionale del Paese.
Le località che compongono il comune sono: Budinci, Čepinci, Dolenci, Domanjševci, Markovci e Šalovci.

## Società
| %      | Ripartizione linguistica (gruppi principali) |
| ------ | -------------------------------------------- |
| 10,94% | madrelingua ungherese                        |
| 86,90% | madrelingua slovena                          |